# Club Athlétique Brive-Corrèze
El Club Athlétique Brive Corrèze Limousin es un equipo francés profesional de rugby con sede en la localidad de Brive-la-Gaillarde y que disputa la Pro D2, la segunda competición de aquella nación.

## Historia
Fundado en el año 1910, con la fusión de dos clubes: el Football Club Brivite y el Stade Gaillard. El club ha sido campeón de Europa en el año 1997.

### Rivalidades
Es con el ASM Clermont Auvergne que el CA Brive mantiene la rivalidad más intensa. Este gran clásico del Campeonato de Francia reúne a los clubes insignia de dos regiones, Lemosín para Brive, Auvernia para Clermont. La noción de derby proviene del hecho de que estas dos regiones, que limitan entre sí, están culturalmente lo suficientemente cerca. En términos deportivos, son los Clermontois los que tienen el mejor registro frente a las confrontaciones.

### Jugadores destacados
- Franceses: Jean-Luc Joinel (1973–1988), Alain Penaud (1987–1998 y 2001–2005), Sébastien Viars (1990–1998), Christophe Lamaison (1996–2000) y Olivier Magne (1997–1999).
- Argentinos: Lisandro Arbizu (1997–2000) y Horacio Agulla (2008–2010).
- Loïc Van der Linden (1988–1999).
- Escoceses: Gregor Townsend (1998–2000) y Mike Blair (2012–2013).
- Kevin Dalzell (1999–2000).
- Ingleses: Ben Cohen (2007–2009) y Andy Goode (2008–2010).
- Gregory Kacala (1996–1997).

## Palmarés

### Torneos internacionales
- Copa de Campeones de Europa (1): 1996–97
- Subcampeón Copa de Campeones Europeos de Rugby (1): 1997-98

### Torneos nacionales
- Desafío Yves du Manoir (1): 1996

- Segunda División (1): 1956-57

- Subcampeón Top 14 (4): 1964–65, 1971–72, 1974–75, 1995–96